# Sociedad Fotográfica de Japón
La Sociedad fotográfica de Japón (en japonés: 日本写真協会, Nihon Shashin Kyōkai y en inglés Photographic Society of Japan) es una asociación de fotografía fundada en diciembre de 1951 que dispone de más de 1.500 socios y situada en el barrio de Chiyoda en la ciudad de Tokio.
Aprobada como asociación cultural por el ministerio en 1952 el fin de la asociación es «promover la amistad internacional y el avance de la cultura mediante la fotografía». Para ello realiza una serie de actividades entre las que se incluyen exposiciones, cursos y premios.
Entre sus miembros se encuentran aficionados y fotógrafos profesionales, investigadores, críticos y personas relacionadas con la industria fotográfica.